# Йордан Войнов
Йордан Петров Войнов - Кривулски е български политик и деец на Вътрешната македонска революционна организация.

## Биография
Роден е на 28 февруари 1896 година в горноджумайското село Бистрица. Присъединява се към ВМРО и ръководи местния комитет на организацията. През 1929 година е председател на трудова горска производителна кооперация „Картал“. През 1931 година е избран за кмет на селото и остава такъв до Деветнадесетомайския преврат от 1934 година, когато е интерниран във вътрешността на страната заедно с Ичко Бойчев и Никола Масалджиев (Кольо Даскала). Умира на 2 юни 1986 година.